# Broye (Saône-et-Loire)
Broye is een gemeente in het Franse departement Saône-et-Loire (regio Bourgogne-Franche-Comté) en telt 689 inwoners (1999). De plaats maakt deel uit van het arrondissement Autun.

## Geografie
De oppervlakte van Broye bedraagt 28,7 km², de bevolkingsdichtheid is 24,0 inwoners per km².

## Bezienswaardig
- Kasteel van Montjeu

Dit kasteel is een privé eigendom en is daarom niet open voor bezichtiging. In Broye staat een Manier uit de romeinse tijd.
De onderstaande kaart toont de ligging van Broye (Saône-et-Loire) met de belangrijkste infrastructuur en aangrenzende gemeenten.

## Demografie
Onderstaande figuur toont het verloop van het inwonertal (bron: INSEE-tellingen).